# Allium pendulinum
Allium pendulinum — вид трав'янистих рослин родини амарилісові (Amaryllidaceae), поширений в Італії й на Корсиці, Франція.

## Опис
Багаторічна рослина 10–30 см. Цибулина невелика яйцеподібна, зовні коричнева. Стебло тонке, несе над основою 2 лінійні листки, шириною 4–6 мм, плоскі, довші, ніж зонтик. Квіти білі, великі, по 2–5 у дуже нещільному зонтику.
Період цвітіння: квітень — червень.

## Поширення
Поширений в Італії й на Корсиці, Франція.
Зростає в лісах і вологих, тінистих місцях; на висотах від 200 до 1500 м н. р. м..

## Загрози й охорона
Основних загроз для цього виду немає.
Присутній у заповідних зонах по всьому ареалу.